# IC 233
IC 233 ist eine Spiralgalaxie vom Hubble-Typ Sd im Sternbild Walfisch südlich des Himmelsäquators, die schätzungsweise 370 Millionen Lichtjahre von der Milchstraße entfernt ist.
Das Objekt wurde am 6. Januar 1894 vom französischen Astronomen Stéphane Javelle entdeckt.